# Van Nu en Straks

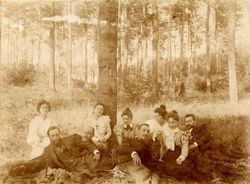
Autoren von Van Nu en Straks (1897), v.l.n.r: Gaby Brouhon, Jacques Mesnil, Alfred Hegenscheidt, Louise Hegenscheidt, Margot Brouhon, August Vermeylen, Lili Koetlitz, Clara Koetlitz und Emmanuel De Bom

Van Nu en Straks (niederländisch für: Heute und Morgen oder Jetzt und Später) war eine belgische Literatur-Zeitschrift, die am 1. April 1893 zum ersten Mal in flämischer Sprache erschien. Weitere Ausgaben erschienen 1894 und 1896 bis 1901. Die Gründer und Herausgeber waren August Vermeylen, Prosper Antoine Van Langendonck und Emmanuel de Bom. Die Titel Schrift hatte Henry van de Velde gestaltet. Die Buchstaben waren schwer entzifferbar, in ein welliges Liniengefüge eingefügt, dass das Programm symbolisierte.
In der Zeitschrift publizierten junge Dichter, die verschiedene Strömungen der zeitgenössischen Literatur miteinander verbanden. Besonders waren sie vom französischen Naturalismus und Symbolismusbeeinflusst. Vermeylens Essays und Kritiken trugen zur Anerkennung der anderen Autoren bei. Neben den Herausgebern zählten zu den bedeutendsten Karel van de Woestijne, Herman Teirlinck und Stijn Streuvels.

## Quelle
- Wolfgang Lehmann: Van Nu en Straks. In: Herbert Greiner-Mai (Hg.): Kleines Wörterbuch der Weltliteratur. VEB Bibliographisches Institut Leipzig 1983. S. 291.